# نيكي هارفي
نيكي هارفي (بالإنجليزية: Nikki Harvey)‏ هو لاعب البولنغ ‏ بريطاني، ولد في القرن العشرين.